# Holly McNarland
Holly McNarland (23 de octubre de 1975 en The Pas, Manitoba, criada en Winnipeg, Manitoba) es una cantante y compositora canadiense.
Colaboró con Matthew Good en la canción "Flight Recorder From Viking 7" del álbum Loser Anthems, al igual que en la canción "Pony Boy" del recopilatorio In a Coma del mismo artista. Se juntó nuevamente con Good para realizar la versión de Kate Bush titulado Cloudbusting en su álbum de 2015 Chaotic Neutral. Holly realizó los coros en la canción "Wishing You Would Stay" en el álbum Seven Circles de la banda The Tea Party.
Ganó el Premio Juno de 1998 a "Mejor Solista", y fue nominada en las categorías "Mejor Álbum Alternativo" (por Stuff) y "Mejor Vídeo" (por la canción "Elmo").
Su sencillo más exitoso fue Numb, de 1997, que logró entrar en el top 10 de las listas de éxitos canadienses. 

## Discografía

### Estudio
1. Sour Pie (1995)
2. Stuff (1997)
3. Live Stuff (ep) (1999)
4. Home Is Where My Feet Are (2002)
5. The Komrade Sessions (ep) (2006)
6. Chin-Up Buttercup (2007)
7. Run Body Run (2012)[4]

### Sencillos
- "Mr. 5 Minutes" (1995)
- "Numb" (1997) [#9 CAN]
- "Elmo" (1997)
- "Coward" (1998)
- "Beautiful Blue"  (2002)
- "Do You Get High?" (2002)
- "Losing My Face" (2002)
- "Watching Over You" (2003)
- "So Cold" (2003)
- "Every Single Time" (2007)